# Битолско-Прилепски поменик
Битолско-Прилепският поменик е новобългарски книжовен паметник, поменик от XIX век.

## Описание
Поменикът е от XIX век. Ръкописът е подвързан с картон с хартия и е раздран и издраскан. Състои се от 89 листа с размери 21,5 X 16 cm, като и в началото, и в края, и във вътрешността има откъснати листове. Хартията на паметника е тънка, като няма бразди, нито водни знаци. Почерците са на различни автори, неправилен, разкривен скоропис, до 23 реда на страница. Паметникът съдържа имена за помен от села от Битолско и Прилепско: Путорос, Дедебелци, Агларци, Гнилеж, Сливница, Скочивир, Полог, Ченгел, Грумази, Алинци, Галища, Орле, Пещани, Рапеш, Балденци, Бонче, Маково, Кокре, Мегленци, Добромири, Брод, Градешница, Враневци, Рибарци, Чумово, Лопатица и други.